# Ceralocyna nigricollis
Ceralocyna nigricollis är en skalbaggsart som först beskrevs av Pierre Émile Gounelle 1911.  Ceralocyna nigricollis ingår i släktet Ceralocyna och familjen långhorningar. Inga underarter finns listade.